# Großer Staufenberg (Kaufunger Wald)
Der Große Staufenberg ist ein etwa 427 m ü. NN hoher Berg des Kaufunger Waldes. Er liegt bei Sichelnstein im Gemeindegebiet von Staufenberg im südniedersächsischen Landkreis Göttingen (Deutschland).

## Geographie

### Lage
Der Große Staufenberg erhebt sich im Süden des Naturparks Münden. Sein Gipfel liegt 3,2 km ostnordöstlich vom Staufenberger Kernort Landwehrhagen und 1 km nördlich vom Ortskern des Staufenberger Ortsteils Sichelnstein. Westlich der Anhöhe entspringt der Nieste-Zufluss Wellebach, in dieser Richtung liegt auch der bis auf den Westhang reichende Segelflugplatz Staufenberg und 1,3 km (jeweils Luftlinie) nordwestlich erhebt sich – jenseits der Bundesautobahn 7 – der Kleine Staufenberg (ca. 370,5 m).
Auf dem Großen Staufenberg liegen Teile des Landschaftsschutzgebiets Weserbergland-Kaufunger Wald (CDDA-Nr. 325317; 1989 ausgewiesen; 285,018 km² groß).

### Naturräumliche Zuordnung
Der Große Staufenberg gehört in der naturräumlichen Haupteinheitengruppe Osthessisches Bergland (Nr. 35), in der Haupteinheit Fulda-Werra-Bergland (357) und in der Untereinheit Kaufunger Wald und Söhre (357.7) zum Naturraum Kaufunger-Wald-Hochfläche (357.71). Nach Westen und Norden leitet die Landschaft, vorbei am Kleinen Staufenberg, in die Untereinheit Mündener Fulda-Werra-Talung (370.6) über, die in der Haupteinheitengruppe Weser-Leine-Bergland (37) zur Haupteinheit Solling, Bramwald und Reinhardswald (370) zählt, und nach Südwesten fällt sie in die Untereinheit Kasseler Becken (343.3) ab, die in der Haupteinheitengruppe Westhessisches Berg- und Senkenland; 34) zur Haupteinheit Westhessische Senke (343) gehört.

### Berghöhe
Für den Großen Staufenberg existiert die Höhenangabe 427 m, diese bezieht sich auf die Höhe über Normalnull (NN). In Kartendiensten des Niedersächsischen Ministeriums für Umwelt, Energie und Klimaschutz ist als oberste Höhenlinie die 422,5 m-Linie eingezeichnet, diese Angabe bezieht sich auf die Höhe über Normalhöhennull (NHN).